# Musée de la fondation Salomon Tandeng Muna
Le musée de la fondation Salomon Tandeng Muna, fondé en 2002 et inauguré le 26 juin 2008,  est un musée est un musée privée de type ethnographique et d'histoire. Il se situe en plein cœur de Yaoundé, à proximité de l’ancien cinéma Abbia, sur la rue Narvick 1.045, en venant de SHO dans la Région du Centre du Cameroun.

## Histoire

### Débuts et projets
Le musée de la fondation Solomon Tandeng Muna voit le jour en 2002, à la suite du décès de l'honorable Salomon Tandeng Muna, ancien Premier ministre du Cameroun Occidental, ancien vice-président de la République Fédérale du Cameroun, et ancien président de l'Assemblée nationale de la République du Cameroun. Il connait son inauguration en 2008. Ce musée prend place pour honorer la mémoire de Solomon Tandeng Muna et de son épouse, Elisabeth Fri Ndingsa, décédée en juin 1983. Le musée est une initiative de la famille Muna, en reconnaissance des œuvres et réalisations de leurs parents, mais surtout pour promouvoir les idéaux et principes défendus par S.T. Muna.

### Missions
Sa mission est de promouvoir, perpétuer, préserver et encourager les cultures et les arts indigènes, ainsi que l'histoire locale et la philanthropie. Ces objectifs sont au cœur de la promotion des valeurs et de l'amélioration de la qualité de vie.

### Acquisitions, mises en place et lancement
L’acquisition du site pour le musée a été un processus minutieux, impliquant la sélection d’un emplacement approprié au centre-ville de Yaoundé. Le bâtiment, conçu par l’artiste chinois Su Juyong, a été inauguré le 26 juin 2008. Il comprend un musée de 200 m², un studio d’enregistrement et un amphithéâtre de 80 places, pour un coût global estimé à 700 millions de F CFA (1 million d’euros).
Le lancement du musée a été marqué par une cérémonie d’inauguration officielle, au cours de laquelle des personnalités politiques et culturelles ont pris la parole pour souligner l’importance de la fondation et de son rôle dans la promotion des cultures et des arts indigènes . En effet, le 26 juin 2008, sous le haut patronage de S.E. Paul Biya, le musée a été officiellement inauguré. La cérémonie était marquée par la présence du Pr Jacques Fame Ndongo, représentant le Minesup, de l'ambassadeur des États-Unis Frances D. Cook, du Pr Pieter Eigen, fondateur de Transparency International, et du Dr Daniel Muna. Le musée  depuis accueilli plusieurs événements culturels et politiques, renforçant son rôle en tant que lieu de mémoire et de promotion des valeurs camerounaises.  L’architecture du musée se distingue par son design moderne et fonctionnel, tout en rendant hommage aux traditions et à l’histoire du Cameroun. Le bâtiment est décoré par l’artiste chinois Su Juyong, qui a su intégrer des éléments artistiques et culturels locaux dans son œuvre. Le musée s’étend sur une superficie de 200 m², offrant un espace suffisant pour exposer les collections d’objets ethnographiques et historiques des peuples de la forêt d’Afrique centrale.

## Administration

### Financements
Le musée de la fondation Salomon Tandeng Muna est une initiative de la Famille Muna.

### Tourisme et fréquentation
Le musée est ouvert de lundi à vendredi, de 8h à 17 h. En cas de manifestation, la fondation ferme ses portes. En gros, les visiteurs du musée fondation Salomon Tandeng Muna disposent de 9 heures par jour ouvrable pour découvrir les merveilles artistiques du musée.

## Architecture et organisation de l'espace

### Architecture
Inauguré le 26 juin 2008, le bâtiment a été conçu pour abriter non seulement le musée, mais aussi un studio d’enregistrement et un amphithéâtre de 80 places. 
L’architecture du musée se distingue par son design moderne et fonctionnel, tout en rendant hommage aux traditions et à l’histoire du Cameroun. Le bâtiment est décoré par l’artiste chinois Su Juyong, qui a su intégrer des éléments artistiques et culturels locaux dans son œuvre. 
Le musée s’étend sur une superficie de 200 m², offrant un espace suffisant pour exposer les collections d’objets ethnographiques et historiques des peuples de la forêt d’Afrique centrale. 
L’entrée principale du musée est ornée de deux bustes de 150 kg, rendant hommage à Solomon Tandeng Muna et à son épouse, Elizabeth Fri. Ces sculptures symbolisent l’importance de la famille Muna dans l’histoire du Cameroun et leur engagement à préserver et promouvoir le patrimoine culturel du pays.  
Le musée est également conçu pour accueillir divers événements culturels et politiques, renforçant ainsi son rôle en tant que centre culturel et lieu de mémoire pour la communauté.  

## Aspects techniques , équipements et services

### Services
Comme tout autre institution muséale au Cameroun et ailleurs, le musée de la fondation Salomon Tandeng Muna dispose de plusieurs services tels que : la visite guidée de l'exposition, un restaurant et un bar.

## Collections
Fondé en hommage à Salomon Tandeng Muna, une figure emblématique de l’histoire camerounaise, ce musée se consacre à la préservation et à la valorisation des richesses culturelles du pays, avec un accent particulier sur les objets d’art à forte connotation culturelle.
Les collections du musée se distinguent par leur diversité et leur authenticité, offrant un aperçu fascinant des traditions artistiques et culturelles de différentes régions du Cameroun. Parmi les pièces maîtresses, on trouve des tableaux d’art qui capturent l’essence de la vie quotidienne, des paysages et des récits historiques à travers des couleurs vibrantes et des coups de pinceau audacieux tels que un portait de Ama Tutu Muna, ancienne ministre de la culture et fille de Salomon Tandeng Muna.
Les sculptures exposées dans le musée sont particulièrement remarquables. Issues de régions telles que les Grassfields, ces œuvres d’art incarnent des valeurs spirituelles, sociales et culturelles profondément enracinées. Les masques traditionnels, les statues en bois sculpté et les objets rituels témoignent de l’importance de la spiritualité et des rites dans la vie des communautés. Chaque sculpture, avec ses formes uniques et ses détails élaborés, raconte une histoire, qu’il s’agisse de presenter ou de représenter un ancêtre, de commémorer un événement ou d’invoquer des esprits protecteurs.
Le musée de la Fondation Salomon Tandeng Muna comme tout autres musées et institutions muséales, ne se limite pas à une simple exposition d’œuvres d’art ; il est également un espace éducatif qui invite les visiteurs à mieux comprendre et apprécier la richesse du patrimoine camerounais et africain. À travers ses collections, il joue un rôle dans la préservation des traditions et dans la promotion de l’identité culturelle, tout en inspirant les générations futures à explorer et célébrer leur héritage.

### Expositions permanentes
La photo de Ama Tutu Muna s'y trouve.

## Boutique Artisanale
Le musée de la Fondation Salomon Tandeng Muna dispose d'une boutique artisanale qui permet aux visiteurs d'acquérir des objets de souvenirs.